# دون (فلم 1978)
دون (بالإنجليزية: Don) هو فيلم إثارة وأكشن هندي باللغة الهندية عام 1978 من إخراج تشاندرا باروت من قصة كتبها سليم جاويد وأنتجتها ناريمان إيراني . الفيلم من بطولة أميتاب باتشان في دور مزدوج، إلى جانب زينات أمان، بران، افتخار، أوم شيفبوري وساتين كابو في الأدوار الداعمة. تم تأليف الموسيقى من قبل كاليانجي-أناندجي وكلمات كتبها أنجان وإنديفار.
كان فيلم دون هو ثالث أعلى فيلم هندي تحقيقًا للإيرادات في عام 1978 وتم تصنيفه كفيلم ذهبي من قبل شباك التذاكر الهندي .  أنتج الفيلم سلسلة أفلام دون ؛ حيث أنتج ابن جافيد أختر فرحان أختر نسخة جديدة من فيلم دون: المطاردة تبدأ مرة أخرى (2006) وتكملة له دون 2 (2011)، وكلاهما من بطولة شاه روخ خان . وقد ألهمت أيضًا العديد من عمليات إعادة الإنتاج في جنوب الهند ، بما في ذلك الفيلم التيلجو Yugandhar (1979) والفيلم التاميلي Billa (1980).  تشتهر شركة دون أيضًا بموسيقاها المميزة، والتي تم استخدامها في فيلم American Dad! حلقة " Tearjerker " (2008). تم أخذ عينة من مقدمة أغنية "Yeh Mera Dil" بواسطة فرقة Black Eyed Peas لأغنية " Don't Phunk with My Heart " (2005). 

## الحبكة
دون هو زعيم جريمة سيئ السمعة في مومباي والذي دائمًا ما يهرب من السلطات على الرغم من كونه مطلوبًا في إحدى عشرة دولة. لقد أمضى DSP D'Silva والمفتش فيرما وضابط الإنتربول RK Malik السنوات القليلة الماضية في القبض على دون، ولكن دون جدوى. أثناء مطاردة مع الشرطة، أصيب دون بجروح خطيرة بعد حادث ويموت أمام دي سيلفا، الذي قام بدفن دون دون علم أحد. يبقي دي سيلفا وفاة دون سرًا حتى عن زملائه الضباط، ويتعقب شخصًا يشبهه يُدعى فيجاي، وهو فنان شوارع. يطلب دي سيلفا من فيجاي التسلل إلى عصابة دون من خلال التظاهر بأنه دون. في المقابل، سيتأكد دي سيلفا من أن الأطفال الذين تبناهم فيجاي، ديبو وموني، يحصلون على تعليم مناسب.
يقوم دي سيلفا بتدريب فيجاي ويرسله مرة أخرى إلى عصابة دون، متنكراً في هيئة دون الذي يعاني من فقدان الذاكرة ، والذي كان يختبئ في مجمع سكني بسبب إصاباته. ببطء، يبدأ فيجاي في التعرف على عصابة دون. يقدم فيجاي مذكرات تحتوي على معلومات سرية عن شبكة الجريمة إلى دي سيلفا، لكنه على وشك أن يُقتل على يد روما لأن شقيقها راميش وكذلك خطيبته كاميني قُتلا على يد دون في وقت سابق. في هذه المرحلة، يصل دي سيلفا ويخبرها أنه فيجاي وليس دون. لاحقًا، قبل الحفلة، يقدم دون معلومات سرية إلى دي سيلفا حول اجتماع لشبكة دون. يحدث تبادل لإطلاق النار في الحفلة ويقتل دي سيلفا في تبادل إطلاق النار. يجد فيجاي دي سيلفا ميتًا ويؤخذ إلى حجز فريق الشرطة، الذي يرأسه الآن مالك.
يجادل فيجاي مالك بأنه ليس دون ويذكر قطعة من الأدلة - المذكرات، والتي قد تثبت براءته، لكن المذكرات لم يتم العثور عليها في أي مكان. بعد فشله في إثبات براءته، يتمكن فيجاي من الهروب من سيارة الشرطة وينضم إلى روما، حيث يعلم أن مذكراته سُرقت من قبل شخص يُدعى جاسجيت من أجل تعقب أبنائه ديبو وموني. جاسجيت يلتقي فيجاي وروما وينضم إليهم. ومع ذلك، يعلم الثلاثي أن مالك هو في الواقع فاردان الذي قبض على مالك الحقيقي وانتحل شخصية الأخير لتغطية جريمته وأن فاردان هو الذي قتل دي سيلفا أثناء الحفلة وكان قد كشف بالفعل هوية روما لأعضاء العصابة قبل أن يقوموا باختطاف ديبو وموني حتى يتمكن الثلاثي من تسليم أنفسهم والمذكرات إلى فاردان.
بعد أن تم القبض عليه من قبل فاردان، يجتمع جاسجيت مع ديبو وموني ويتمكن من الهروب من المخبأ معهم، ويشكر فيجاي على رعاية أطفاله. في نفس المقبرة التي دفن فيها دون، يلتقي فاردان وأفراد عصابته الذين يحتجزون ديبو وموني كرهائن، ويخوضون مواجهة طويلة مع فيجاي وروما وجاسجيت، مما يؤدي إلى استيلاء فاردان على المذكرات من روما وإلقائها في النار. في النهاية، يستدعي فاردان المفتش فيرما والشرطة إلى مكان الحادث لإلقاء القبض على الثلاثي وأعضاء العصابة حتى يتمكن من الفرار دون عقاب. ومع ذلك، توقعًا لاحتمالية أن يحاول فاردان الهروب، يكشف فيجاي بذكاء أن المذكرات التي ألقاها في النار كانت في الواقع فارغة وأنه قام بتبديلها بمجرد تسليم المذكرات الحقيقية إلى فيرما، مما كشف هوية فاردان للشرطة. يتم القبض على فاردان وأعضاء العصابة، بينما يغادر فيجاي وروما وجاسجيت وديبو وموني مركز الشرطة بكل سعادة.

## الممثلون
- أميتاب باتشان في دور فيجاي ودون (دور مزدوج)
- زينات أمان في دور روما
- بران في دور جاسجيت ("جي جي")
- افتخار في دور DSP D'Silva
- أوم شيفبوري في دور Vardhaan / المزيف RK Malik
- ساتين كابو في دور المفتش فيرما، أصغر DSP D'Silva
- بي جيراج في دور ديال ومدرب الجودو والكاراتيه
- كمال كابور بدور شام نارانغ، اليد اليمنى لفاردان
- أربانا شودري في دور أنيتا، صديقة دون
- هيلين في دور كاميني، خطيبة راميش
- شيتي في دور شكال، عضو عصابة دون
- ماك موهان في دور ماك، عضو عصابة دون
- يوسف خان في دور فيكرام، عضو عصابة دون
- بينشو كابور في دور RK Malik الحقيقي، ضابط الإنتربول
- شاراد كومار في دور راميش شقيق روما
- بيبي بلكيش في دور موني، ابنة جاسجيت
- ماستار الانكار بدور ديباك "ديبو"، ابن جاسجيت
- جاغديش راج (فنان درامي)
- كيشاف رانا في دور رانا (شرطي مزيف)
- مالاطيف كأب في الكنيسة
- راجان هاكسار بصفته مالكًا لسيرك بومباي

## إنتاج
كان المنتج والمصور السينمائي ناريمان إيراني يعاني من أزمة مالية عندما فشل فيلمه زندكي زندكي (1972)، بطولة سونيل دوت . كان عليه دين بمبلغ 1.2 روبية مليون دولار ولم يتمكن من سداد راتب المصور السينمائي. عندما كان يقوم بالتصوير السينمائي لفيلم مانوج كومار الناجح Roti Kapada Aur Makaan (1974)، قرر طاقم الفيلم (أميتاب باتشان، زينات أمان، بران) وطاقم العمل (المخرج المساعد تشاندرا باروت) مساعدته. وأوصوا جميعهم بإنتاج فيلم آخر وأنهم سيسبقونه في إنتاجه. لقد توجهوا جميعًا إلى ثنائي كتابة السيناريو سليم-جاويد (سليم خان وجاويد أختر)، الذي قدم لهم نصًا بلا عنوان تم رفضه بالفعل من قبل الصناعة بأكملها. قرر مدير التصوير ناريمان إيراني، أثناء عمله في فيلم Chhailla Babu، استعارة معظم أحداث فيلم Chhailla Babu وشارك فكرة قصة معدلة مع تشاندرا باروت، الذي أدخل القصة المعدلة الجديدة في فيلم Don (1978). كان السيناريو يحتوي على شخصية اسمها دون. من المقرر أن يلعب باتشان دور دون، وسيتولى باروت إخراج الفيلم. سيلعب أمان وبران دورًا رئيسيًا في الفيلم. 
استغرق الفيلم ثلاث سنوات ونصفًا حتى اكتماله.  قبل الانتهاء من التصوير، توفي المنتج إيراني متأثراً بحادث أثناء تصوير فيلم آخر كان يعمل عليه. واجه باروت قيودًا على الميزانية ولكنه حصل على مساعدات.  عرض باروت الفيلم على معلمه مانوج كومار، الذي شعر أن الفيلم كان ضيقًا للغاية وكان بحاجة إلى أغنية في منتصف الفيلم المليء بالحركة، لذلك تمت إضافة أغنية "Khaike Paan Banaraswala" إلى الفيلم. تم إصدار ألبوم Don دون دون أي ترقية في 12 مايو 1978 وأعلن أنه فاشل في الأسبوع الأول. في غضون أسبوع واحد من إضافة أغنية "Khaike Paan Banaraswala"، أصبحت الأغنية في حد ذاتها نجاحًا كبيرًا، وانتشرت الكلمة بين الناس، لذلك بحلول الأسبوع الثاني، انقلبت أحوال الفيلم، وتم إعلان الفيلم كفيلم ناجح. تم منح أرباح الفيلم لأرملة إيراني لتسوية ديون زوجها. 
تم تصميم رقصات أغنية "Khaike Pan Banaraswala" الناجحة التي غناها كيشور كومار بواسطة PL Raj. 
تم إنتاج فيلم Don بميزانية قدرها 70 ₹ . لكح ( 860,000 دولار ).  وبعد تعديلها وفقاً للتضخم، فإن ميزانيتها تعادل 3 ملايين دولار (22 مليون  ). كرور ) في عام 2016. 

## الموسيقى التصويرية
تم تأليف الموسيقى التصويرية للفيلم من قبل الثنائي كاليانجي - أناندجي، في حين تم كتابة كلمات الأغاني من قبل أنجان وإنديفار.
وفقًا لخبير موسيقى الأفلام راجيش سوبرامانيان، فإن أغنية "Khaike Paan Banaraswala" من تأليف بابلا، الأخ الأصغر لمخرج الموسيقى الشهير كاليانجي-أناندجي. 
حصل كيشور كومار وآشا بهوسل على جوائز في فيلم فير عن مقطوعتي "Khaike Paan Banaraswala" و"Yeh Mera Dil" على التوالي، وكلاهما تم إعادة مزجهما في النسخة الجديدة.
| أغنية                                            | مغني                         |
| ------------------------------------------------ | ---------------------------- |
| "جيسكا موهي ثا انتزار، جيسكي ليي ديل ثا بيكارار" | لاتا مانغيشكار ، كيشور كومار |
| "خايكي بان باناراسوالا"                          | كيشور كومار                  |
| "إي هاي بامباي ناجاريا"                          | كيشور كومار                  |
| "مين هون دون"                                    | كيشور كومار                  |
| "يه ميرا ديل"                                    | آشا بهوسل                    |

## روابط خارجية
- Don  في قاعدة بيانات الأفلام على الإنترنت (بالإنجليزية)
- دون (فلم 1978) في روتن توميتوز.